# Dâm dương hoắc lá hình tim
Dâm dương hoắc lá hình tim (danh pháp hai phần: Epimedium brevicornu) là một loài cây thuộc Họ Hoàng mộc. Cây thân thảo cao 20–60 cm. Lá hình tim tròn, dài khoảng 5 cm, rộng 6 cm, đầu hơi nhọn, mọc ở gốc và thân cây, chụm ba kép, thường 9 lá chét, hiếm khi 5 lá chét. Hoa trắng hay vàng nhạt, đường kính khoảng 1,5 cm. Hoa nở vào tháng 5-6, kết quả tháng 6-8, quả nang.
Vùng phân bố: Rừng, bụi rậm, sườn dốc; cao độ 600-3.500 m tại Trung Quốc (các tỉnh Cam Túc, Hà Nam, Hồ Bắc, Thanh Hải, Thiểm Tây, Sơn Tây, Tứ Xuyên).